# Charcuterie mécanique
 (juillet 2025).
Pour plus de détails, voir Fiche technique et Distribution.
Charcuterie mécanique est un court métrage muet français réalisé par Louis Lumière, sorti en 1895.

## Description
Un boucher introduit un cochon dans un appareil mécanique qui ressemble à une grande boite en bois. Un homme tourne une manivelle. De l'autre coté de la boite, sortent des jambons, des saucisses et autres boudins.

## Fiche technique
- Titre original : Charcuterie mécanique
- Titre en anglais : The Mechanical Butcher
- Réalisation : Louis Lumière
- Production : Société Lumière
- Lieu de tournage : Clos des plages, La Ciotat
- Pays d'origine : France
- Vue no  : 107
- Genre : Vue comique
- Format : Court métrage - Muet - Noir et blanc - 1,30:1
- Durée : 52 s
- Date de réalisation : 1895
- Dates de sortie :
  -  France : 18 avril 1895 à Lyon

## Sources
- Catalogue Lumière, « Charcuterie mécanique » (consulté le 5 mars 2024).